# Alborge
Alborge település Spanyolországban,  Zaragoza tartományban. Alborge Cinco Olivas és Sástago községekkel határos. Lakosainak száma 102 fő (2024).

## Népesség
A település lakosságának változását az alábbi diagram mutatja:
| Lakosok száma | 136  | 130  | 124  | 124  | 118  | 124  | 105  | 107  | 111  | 102  |
|               | 2001 | 2004 | 2007 | 2009 | 2012 | 2014 | 2017 | 2019 | 2022 | 2024 |